# Clytini

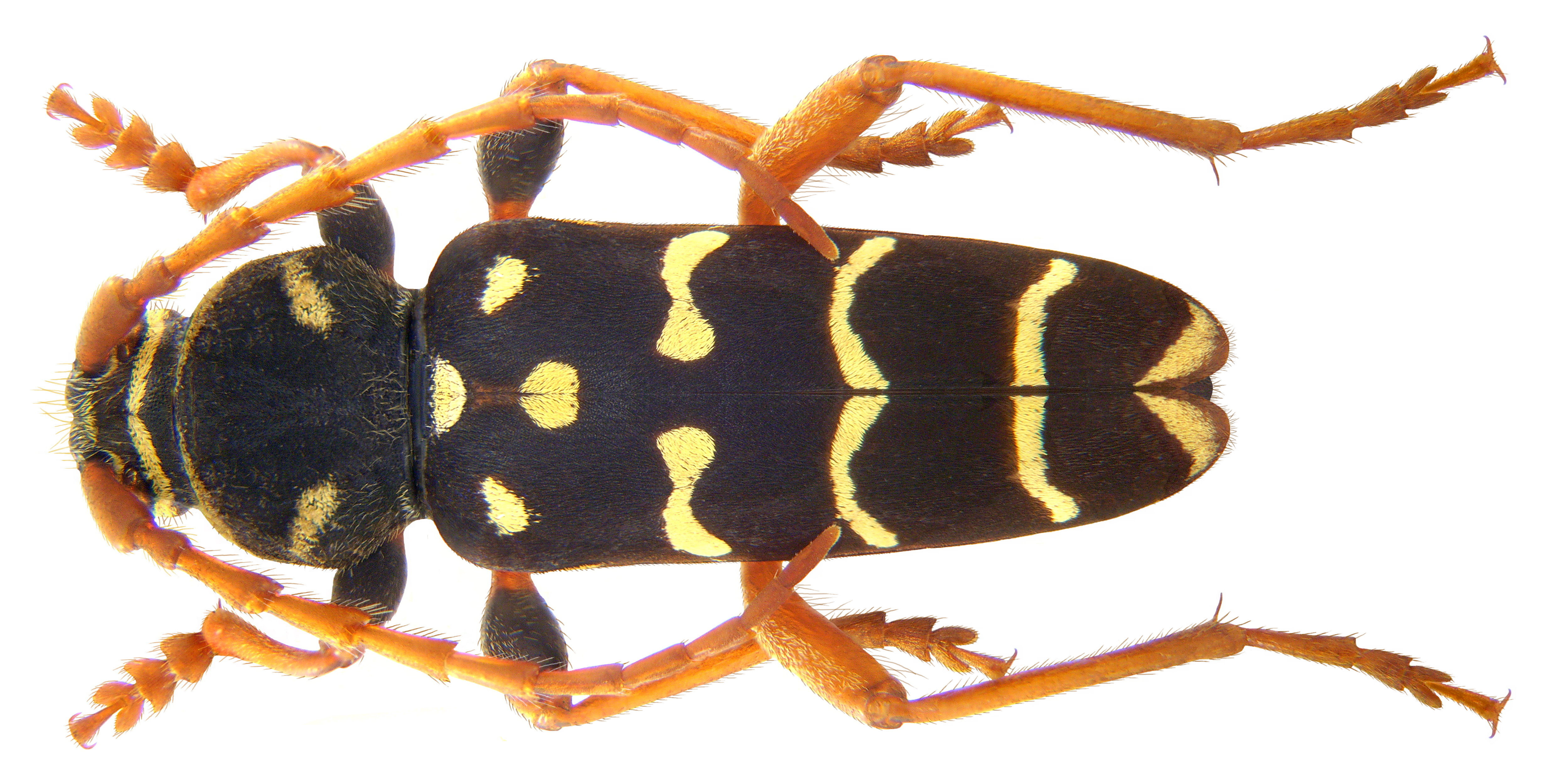
Paśnik pałączasty

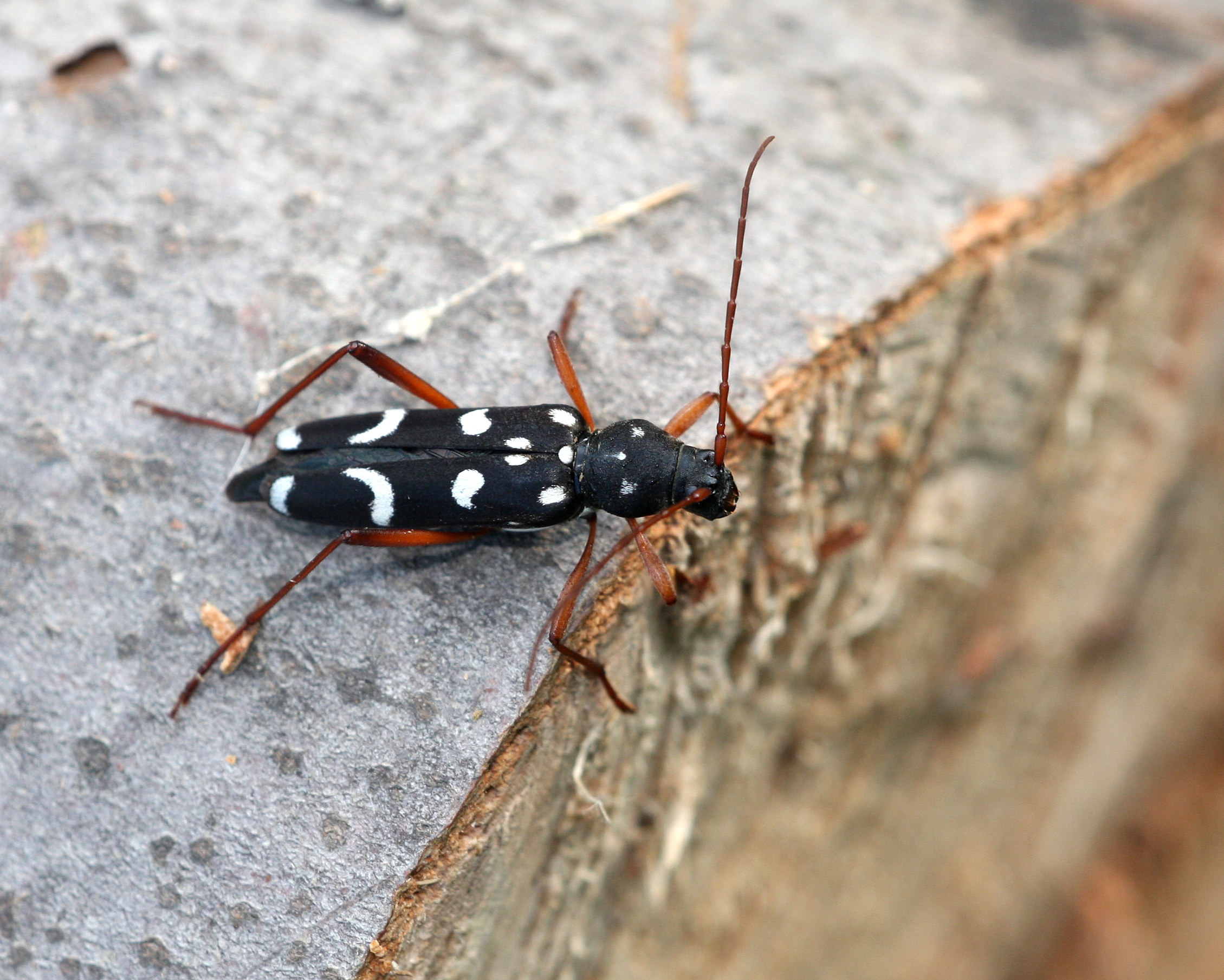
Płotnik okazały

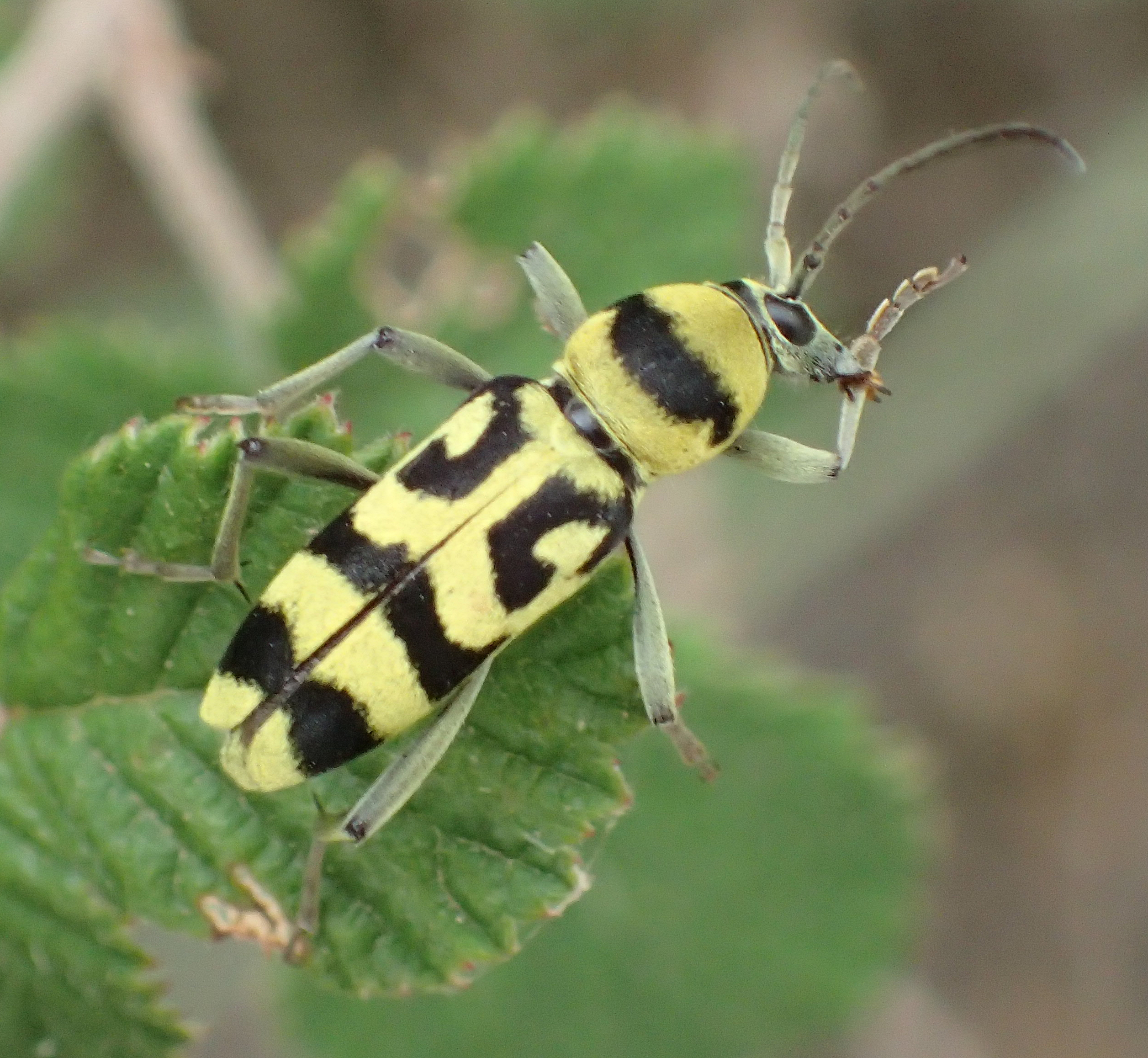
Tryk żółty

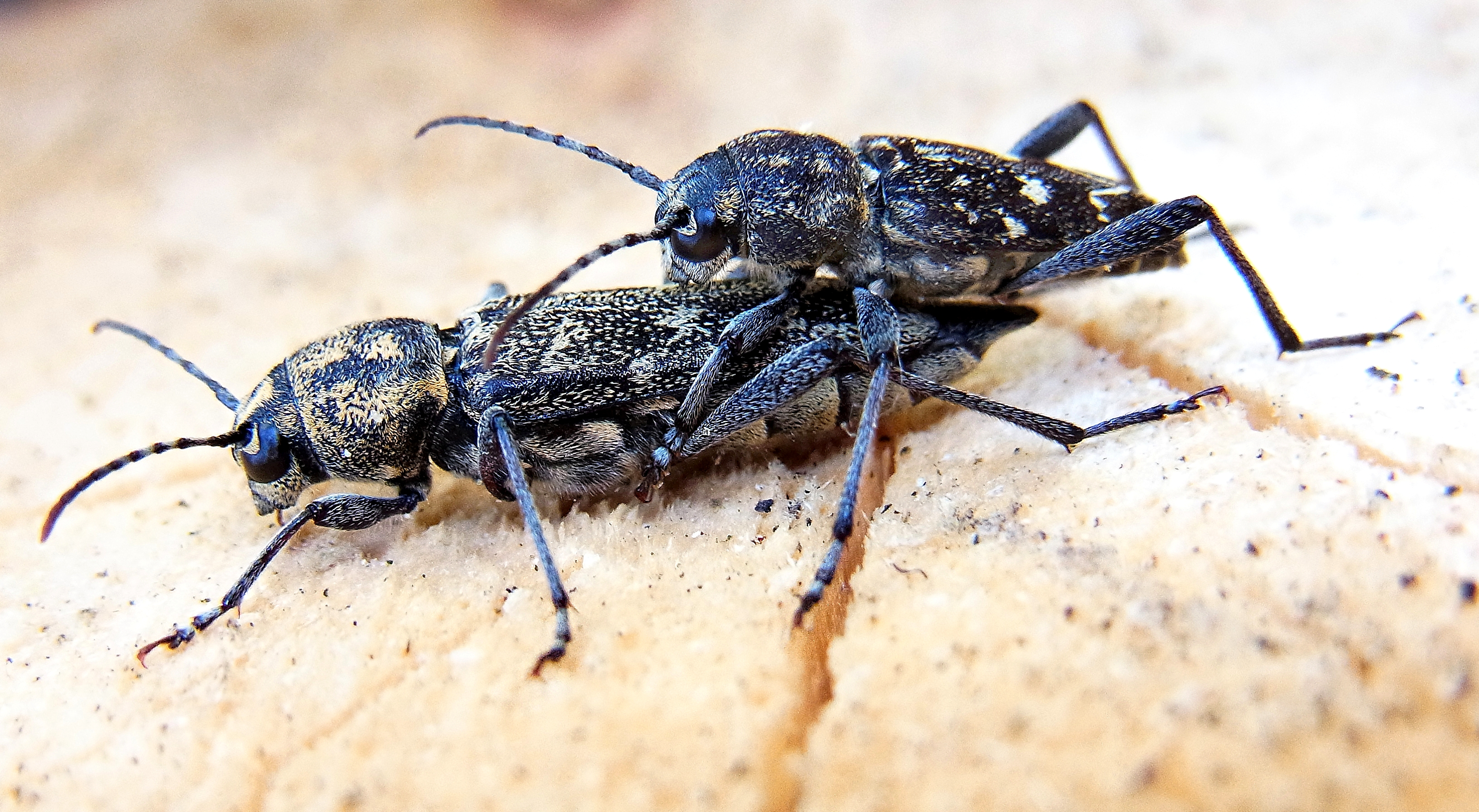
Parka drzeworadków topolowych

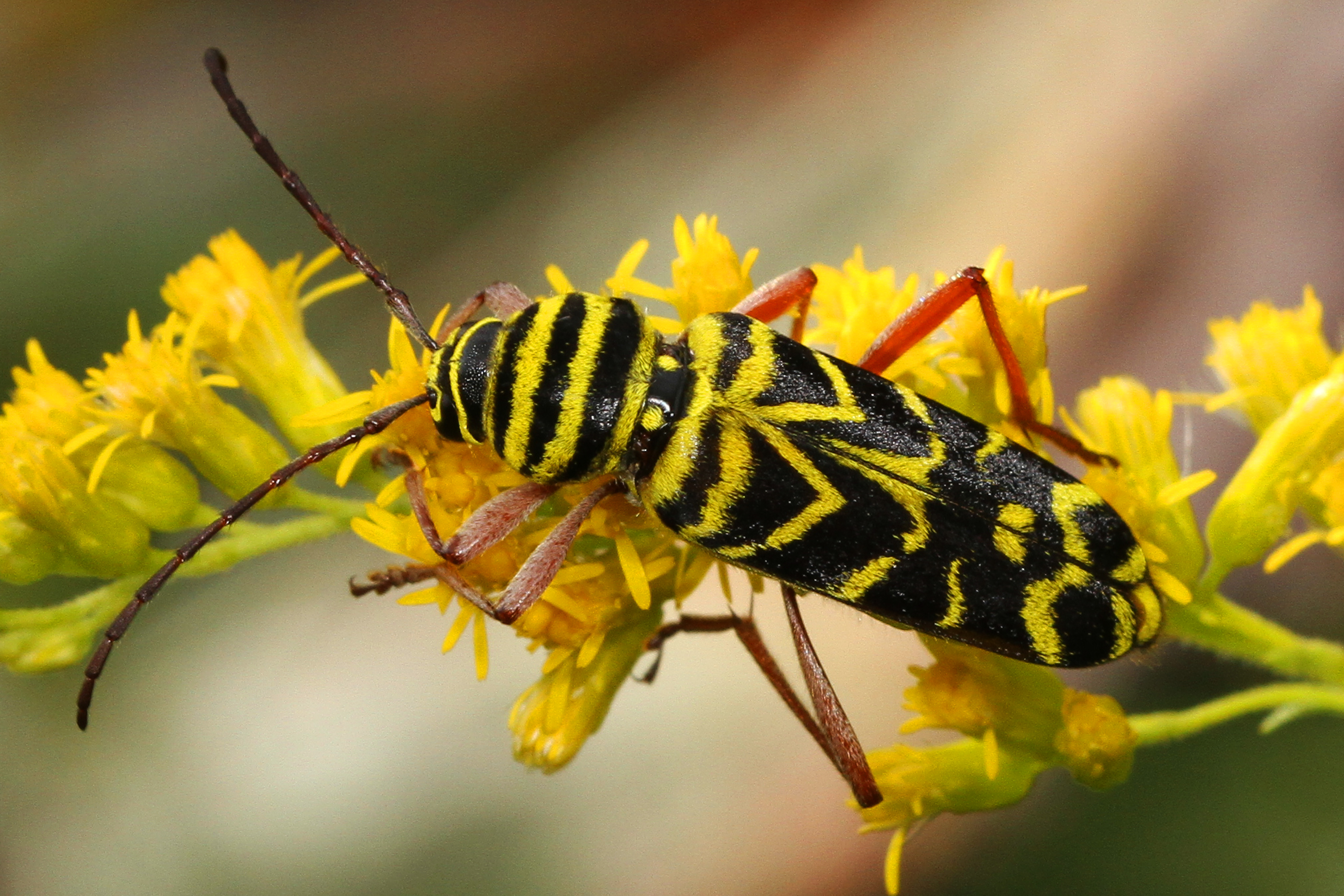
Megacyllene robiniae

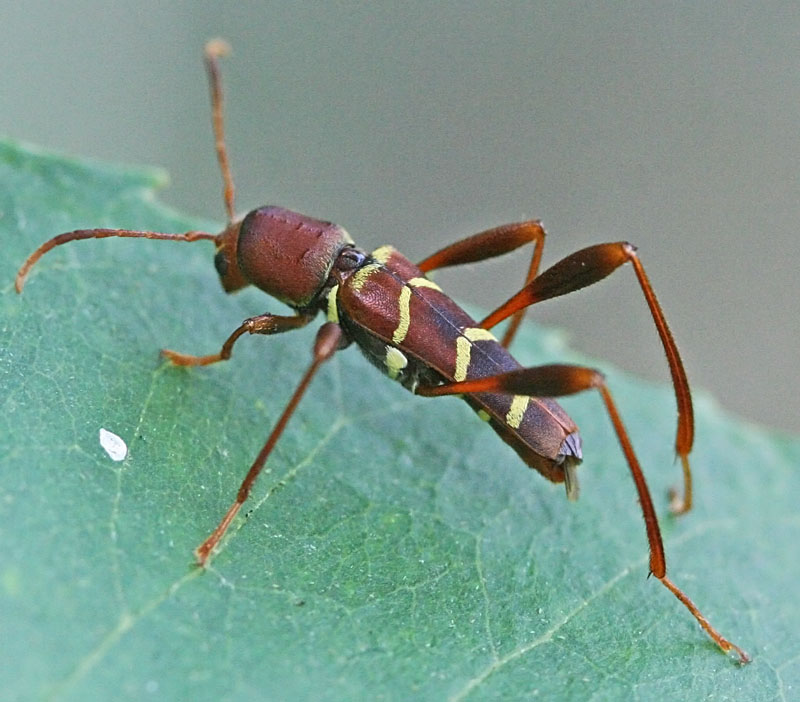
Neoclytus acuminatus

Clytini – plemię chrząszczy z rodziny kózkowatych i podrodziny kózkowych (Cerambycinae).
Chrząszcze te są niezbyt dużych rozmiarów jak na kózkowate. Długość ciała gatunków środkowoeuropejskich waha się od 8 do 22 mm (największy jest płotnik okazały). Pokrój ich ciała jest wydłużony. Pionowo lub prawie pionowo ustawiona głowa ma wcięte w górnej połowie oczy złożone z drobnych rozmiarów fasetek. Pośrodku czoła znajduje się gładkie żeberko podłużne lub płaski i szeroki rowek. Spodnia powierzchnia głowy w miejscu położonym poniżej płatów ocznych umieszczona jest skośnie. Długość czułków jest dość mała jak na przedstawicieli rodziny; rzadko przekraczają one wierzchołek pokryw, a najczęściej nie sięgają nawet do środka ich długości. Przedplecze ma kształt kulistawy, rzadziej wydłużony, a jego powierzchnia pozbawiona silniego urzeźbienia. Boki przedplecza są zaokrąglone i pozbawione guzków czy kolców. Tarczka może być kształtu zaokrąglonego, trójkątnego lub spiczastego. Mniej lub bardziej podługowate pokrywy mają na ciemnym tle wzór z przepasek barwy białej lub żółtej. Barwę tę tworzy zarówno owłosienie jak i oskórek pokryw. Zatułów ma epimery kanciaste i przedłużone ponad tylnymi biodrami, a episternity szerokie. Odnóża są dość długie, o pogrubionych wierzchołkach ud. Panewki bioder przedniej pary otwierają się ku tyłowi, a środkowej pary ku epimerom. 
W krainie palearktycznej plemię to reprezentują 32 rodzaje. W Polsce występuje 19 lub 20 gatunków, w zależności od przyjętej systematyki klasyfikowanych w 7 lub 8 rodzajach.
Takson ten wprowadzony został po raz pierwszy w 1839 roku przez Étienne Mulsanta pod nazwą Clytaires. Należy do niego ponad 60 znanych rodzajów:
- Abacoclytus Pesarini & Sabbadini, 1997
- Acrocyrta Pascoe, 1856
- Amamiclytus K. Ohbayashi, 1964
- Amyipunga Martins & Galileo, 2011
- Anthoboscus Chevrolat, 1860
- Ayriclytus Martins & Galileo, 2011
- Brachyclytus Kraatz, 1879
- Calanthemis Thomson, 1864
- Calloides LeConte, 1873
- Carinoclytus Aurivillius, 1912
- Cetimaju Galileo & Martins, 2007
- Chlorophorus Chevrolat, 1863 – tryk
- Clytobius Gressitt, 1951
- Clytocera Gahan, 1906
- Clytoleptus Casey, 1912
- Clytopsis Casey, 1912
- Clytosaurus Thomson, 1864
- Clytus Laicharting, 1784 – biegowiec
- Cotyclytus Martins & Galileo, 2011
- Cyrtoclytus Ganglbauer, 1881 – biegowiec
- Demonax Thomson, 1860
- Denticerus Jordan, 1894
- Dexithea Thomson, 1864
- Epiclytus Gressitt, 1935
- Euryscelis Dejean, 1835
- Glycobius LeConte, 1873
- Hesperoclytus Holzschuh, 1986
- Ischnodora Chevrolat, 1863
- Isotomus Mulsant, 1863 – płotnik
- Itaclytus Martins & Galileo, 2011
- Kazuoclytus Hayashi, 1968
- Laodemonax Gressitt & Rondon, 1972
- Mecometopus Thomson, 1860
- Megacheuma Mickel, 1919
- Megacyllene Casey, 1912
- Miriclytus Martins & Galileo, 2011
- Neoclytus Thomson, 1860
- Ochraethes Chevrolat, 1860
- Perissus Chevrolat, 1863
- Pirangoclytus Martins & Galileo, 2011
- Placoclytus Chemsak & Linsley, 1974
- Placosternus Hopping, 1937
- Plagionotulus Jordan, 1894
- Plagionotus Mulsant, 1842 – paśnik; część systematyków wynosi zaliczane doń podrodzaje Neoplagionotus i Echinocerus do rangi osobnych rodzajów[3].
- Plagithmysus Motschulsky, 1845
- Pseudosphegesthes Reitter, 1912
- Psilomerus Chevrolat, 1863
- Rhabdoclytus Ganglbauer, 1889
- Rhaphuma Pascoe, 1858 – tryk
- Rostroclytus Martins & Galileo, 2011
- Sarosesthes Thomson, 1864
- Sclethrus Newman, 1842
- Sinoclytus Holzschuh, 1995
- Tanyochraethes Chemsak & Linsley, 1965
- Teratoclytus Zaitzev, 1937
- Thranodes Pascoe, 1869
- Trichoxys Chevrolat, 1860
- Triodoclytus Casey, 1913
- Turanoclytus Sama, 1994
- Tylcus Casey, 1912
- Unaiuba Martins & Galileo, 2011
- Xylotrechus Chevrolat, 1860 – drzeworadek
- Ygapema Martins & Galileo, 2011